# Garbougna
Garbougna ist ein Dorf in der Landgemeinde Dargol in Niger.

## Geographie
Das von einem traditionellen Ortsvorsteher (chef traditionnel) geleitete Dorf befindet sich rund 13 Kilometer südwestlich von Dargol, dem Hauptort der gleichnamigen Landgemeinde, die zum Departement Gothèye in der Region Tillabéri gehört. Garbougna liegt am rechten Ufer des Flusses Dargol. Zu den größeren Dörfern in der Umgebung zählen Bandio im Nordwesten und Kossogo im Nordosten. Die Siedlung ist Teil der Übergangszone zwischen Sahel und Sudan.

## Geschichte
Garbougna war einer jener Orte im heutigen Niger, an denen sich nach dem Untergang des Songhaireichs im Jahr 1591 Songhai-Flüchtlinge unter einem Nachkommen der Herrscherdynastie Askiya niederließen. Der staatliche Stromversorger NIGELEC elektrifizierte das Dorf im Jahr 2018. Mitglieder der Terrororganisation Dschamāʿat Nusrat al-Islām wa-l-Muslimīn töteten am 1. August 2022 in Garbougna drei Zivilisten.

## Bevölkerung
Bei der Volkszählung 2012 hatte Garbougna 2461 Einwohner, die in 272 Haushalten lebten. Bei der Volkszählung 2001 betrug die Einwohnerzahl 2072 in 253 Haushalten und bei der Volkszählung 1988 belief sich die Einwohnerzahl auf 7837 in 919 Haushalten.

## Wirtschaft und Infrastruktur
Es gibt eine Schule im Dorf.